# Creu al Valor (Polònia)
La Creu al Valor (polonès:Krzyż Walecznych) és una condecoració militar polonesa. Va ser creada pel Consell de Defensa de l'Estat l'11 d'agost de 1920, i és atorgada als membres de les Forces Armades Poloneses per accions de valentia en combat. En casos excepcionals, pot ser atorgada a civils o a soldats aliats. Pot ser atorgada un màxim de 4 cops (si bé les atorgades el 1920 compten independentment de les de 1940).  Només s'atorga en temps de guerra o poc després. Se situa entre l'Orde al Mèrit de la República de Polònia i la Creu del Mèrit amb Espases
Té una única classe. Seria equivalent a l'Estrella de Plata (USA), la Creu de Guerra (França) o la Creu de Ferro (Alemanya).

## Història
Va ser introduïda el 1920, enmig de la Guerra Polonesa-Soviètica, poc abans de la decisiva batalla de Varsòvia. Inicialment era atorgada personalment pel Comandant en Cap de l'Exèrcit Polonès, si bé posteriorment es delegà el privilegi als comandants de front i divisió.

### Guerra Polonesa-Soviètica
Fins al 29 de maig de 1923, data en què s'atorgà la darrera medalla de la Guerra Polonesa-Soviètica, la Creu al Valor havia estat atorgada en unes 60.000 ocasions (es va fer retrospectiva a l'Alçament de 1863 i a la I Guerra Mundial)

### II Guerra Mundial
El gener de 1940, el Comandant en Cap polonès, Władysław Sikorski, publicà un orde reintroduint la Creu al Valor. El 20 de setembre, el President de Polònia aprovà condecir la medalla a tots aquells que l'haguessin rebuda 4 cops durant la Guerra Polonesa-Soviètica.

### República Popular de Polònia
El 1943, després de la batalla de Lenino, el General Zygmunt Berling, comandant del 1r Cos Polonès (d'influència soviètica), atorgà la Creu al Valor a molts soldats. La medalla va ser aprobada per una ordre del Consell Nacional de l'Estat el 22 de desembre de 1944. Fins al 1947, va ser atorgada en unes 40.000 ocasions als soldats polonesos que lluitaven amb l'Exèrcit Roig.

## Disseny
Una creu de bronze amb els 4 braços iguals, amb els braços lleugerament còncaus. Sobre els braços hi ha una inscripció "Na : Poly : Chwaly : 1920" (Al camp de glòria 1920). Al centre de la creu hi ha un escut heràldic, amb una àliga coronada (l'escut polonès). Al revers, sobre els braços verticals apareix una espasa apuntant cap a dalt amb una branca de llorer al centre. Sobre els braços horitzontals apareix la inscripció Wale : Cznym (Als valents).
Penja d'una cinta marró amb amples franges blanques als costats. Les atorgades pel govern a l'exili invertien els colors del galó, per tal de distingir les medalles de preguerra de les de la II Guerra Mundial. Les condecoracions següents s'indicaven amb una franja de bronze amb fulles de roure al galó (a la República Popular s'indicaven amb una segona cinta)
| 1a concessió |
| 2a concessió |
| 3a concessió |
| 4a concessió |